# Culm (rivier)
De Culm is een rivier in Devon, Engeland en ontspringt in de buurt van Culmhead in de Blackdown Hills. De rivier stroomt westwaarts door Hemyock en Culmstock in de Culm vallei naar Uffculme. Vervolgens stroomt ze richting het zuiden door Cullompton en langs de autosnelweg M5 om ten noordwesten van Exeter in de Exe uit te monden. 
De naam van de rivier betekent 'knoop' of 'strop', vanwege de lussen en kronkels van de rivier; of is afgeleid van een Keltische benaming voor kronkelige stroom.

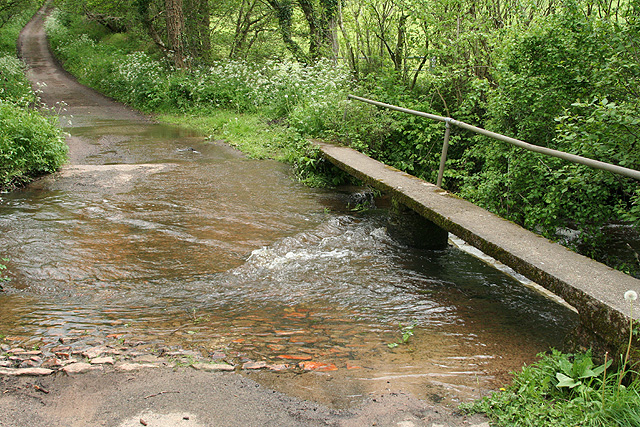
Culm in de buurt van Clayhidon
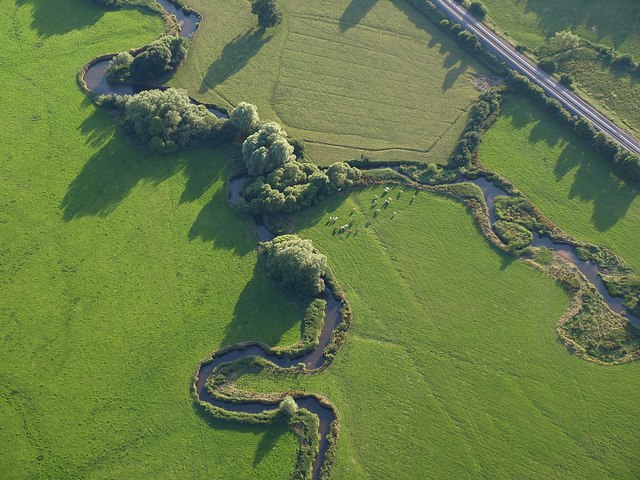
Meandering van de rivier
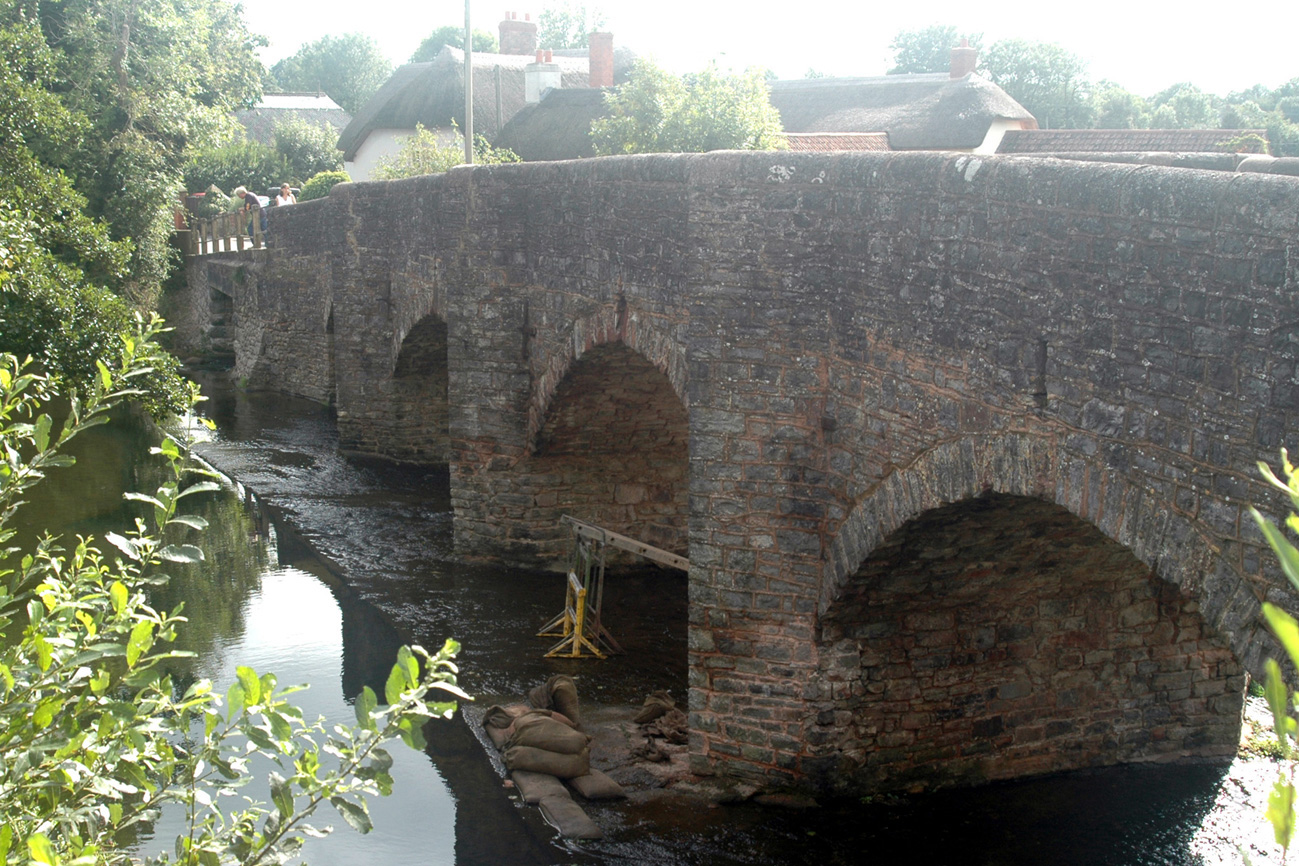
Brug over de rivier in Culmstock